# 青海薹草
青海薹草（学名：Carex qinghaiensis）是莎草科薹草属的植物，是中国的特有植物。分布于中国大陆的青海省等地，生长于海拔3,300米至3,400米的地区，常生于灌丛中，目前尚未由人工引种栽培。